# Canal de Cal Gat
El Canal de Cal Gat és una obra de Sant Joan de les Abadesses (Ripollès) protegida com a Bé Cultural d'Interès Local.

## Descripció
Es tracta d'un canal que condueix l'aigua fins a la Central de Cal Gat. Té una llargada de 1500 metres, una amplada de quatre metres i una profunditat de dos.
Està construït amb pedres unides amb ciment. Gran part del canal està soterrat.
L'entorn del canal esta format per camps de conreu, cases de pagès i la fàbrica FIBRAN S.A, tot i que no fa cap ús industrial de l'aigua.